# Dilobopterus clypeatus
Dilobopterus clypeatus är en insektsart som beskrevs av Young 1977. Dilobopterus clypeatus ingår i släktet Dilobopterus och familjen dvärgstritar. Inga underarter finns listade i Catalogue of Life.